# Agapanthia amicula
Agapanthia amicula là một loài bọ cánh cứng trong họ Cerambycidae.